# Clarion, Iowa
Clarion là một thành phố thuộc quận Wright, tiểu bang Iowa, Hoa Kỳ. Năm 2010, dân số của thành phố này là 2850 người.

## Dân số
Dân số qua các năm:
- Năm 2000: 2968 người.
- Năm 2010: 2850 người.